# Kraśnik (obwód iwanofrankiwski)
Kraśnik (ukr. Красник) – wieś na Ukrainie w rejonie wierchowińskim obwodu iwanofrankiwskiego nad potokiem Kraśnik wpływającym do Czarnego Czeremoszu.

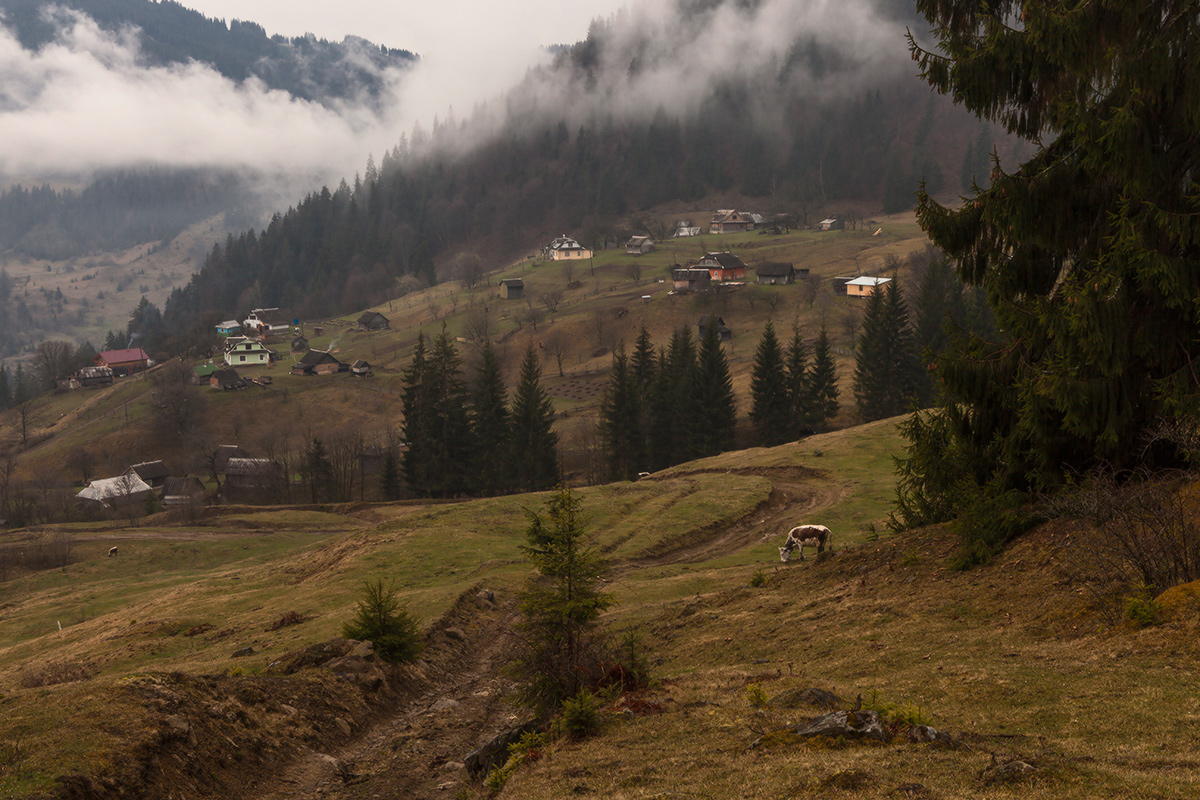
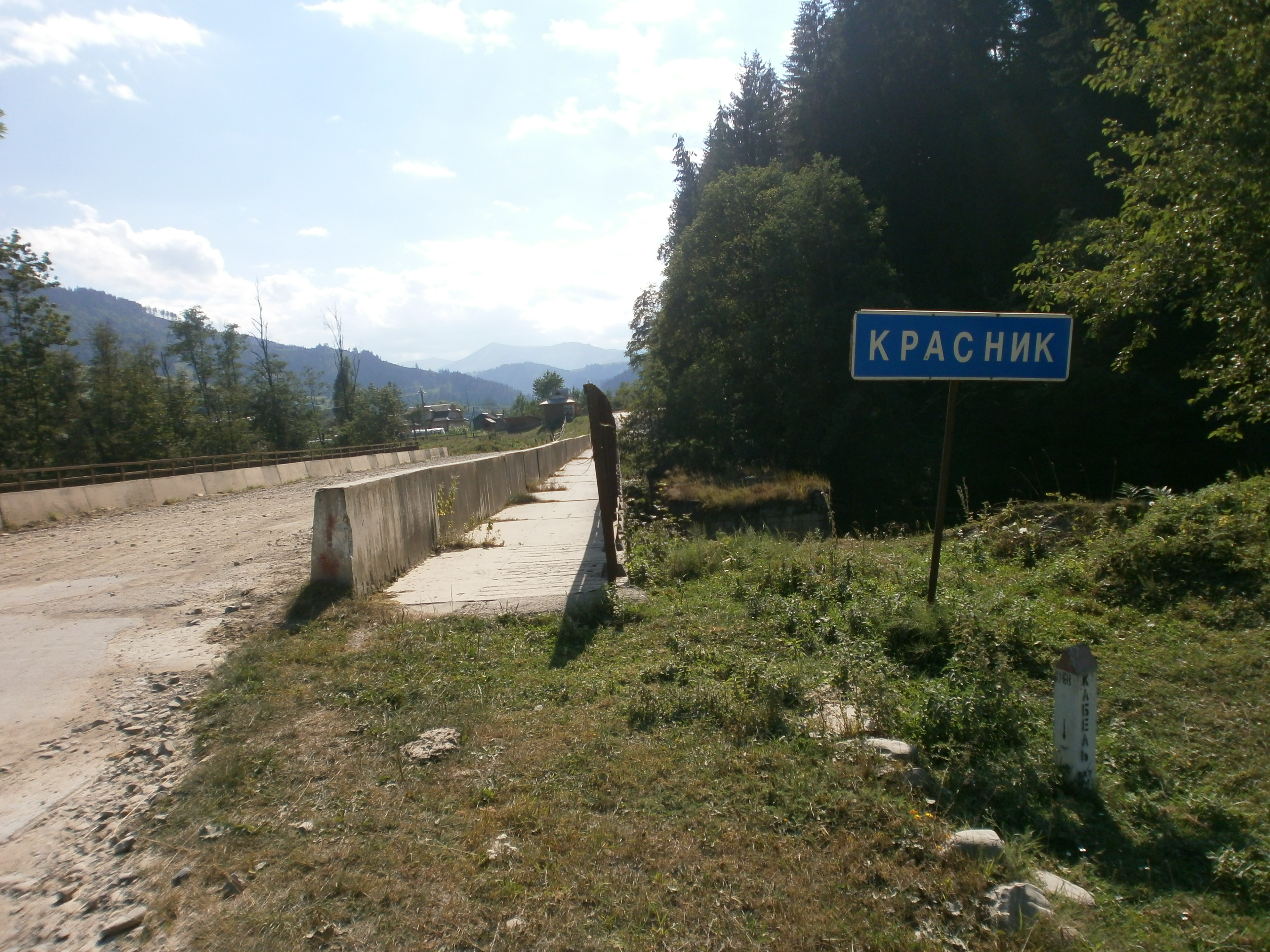
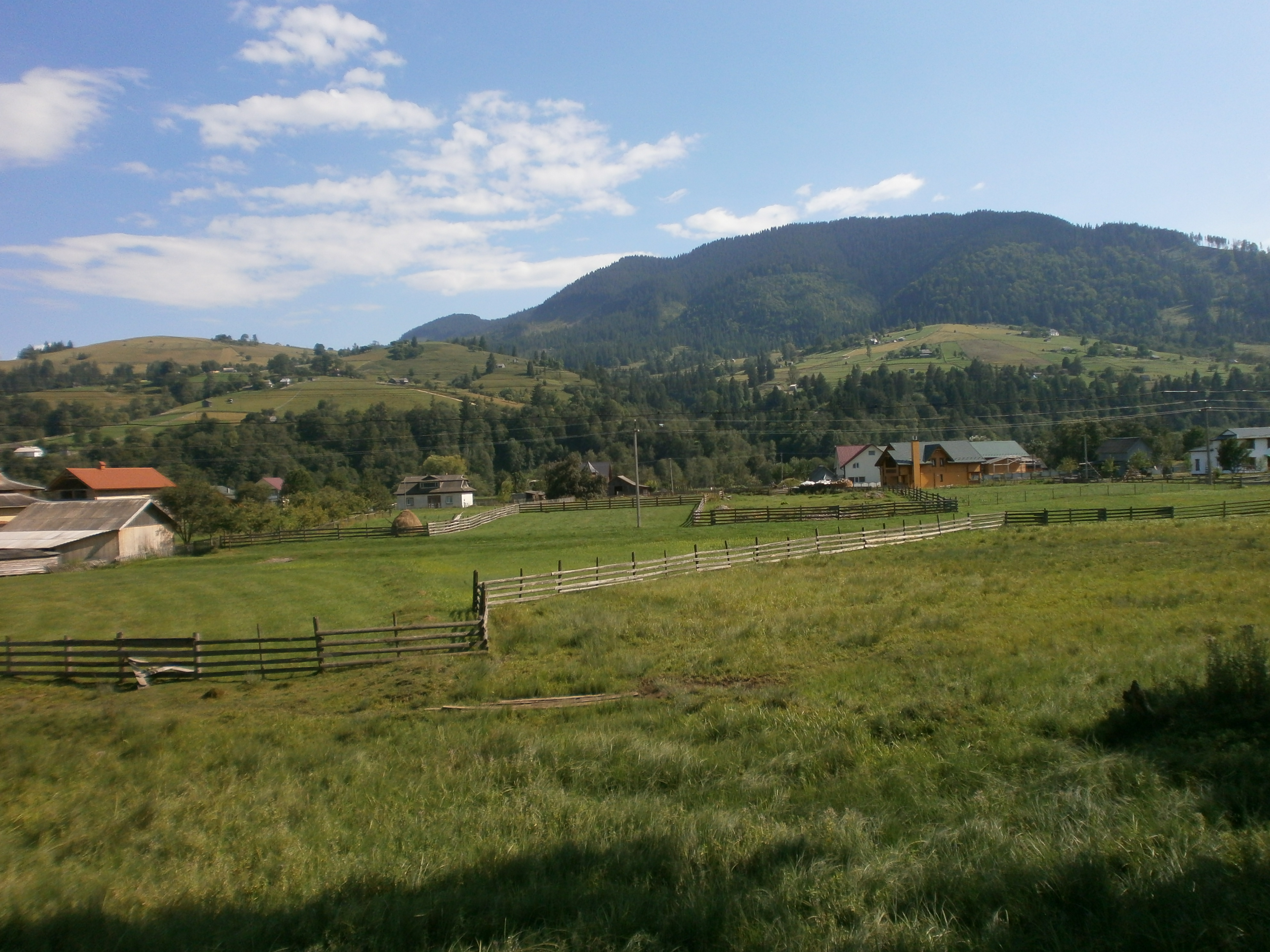
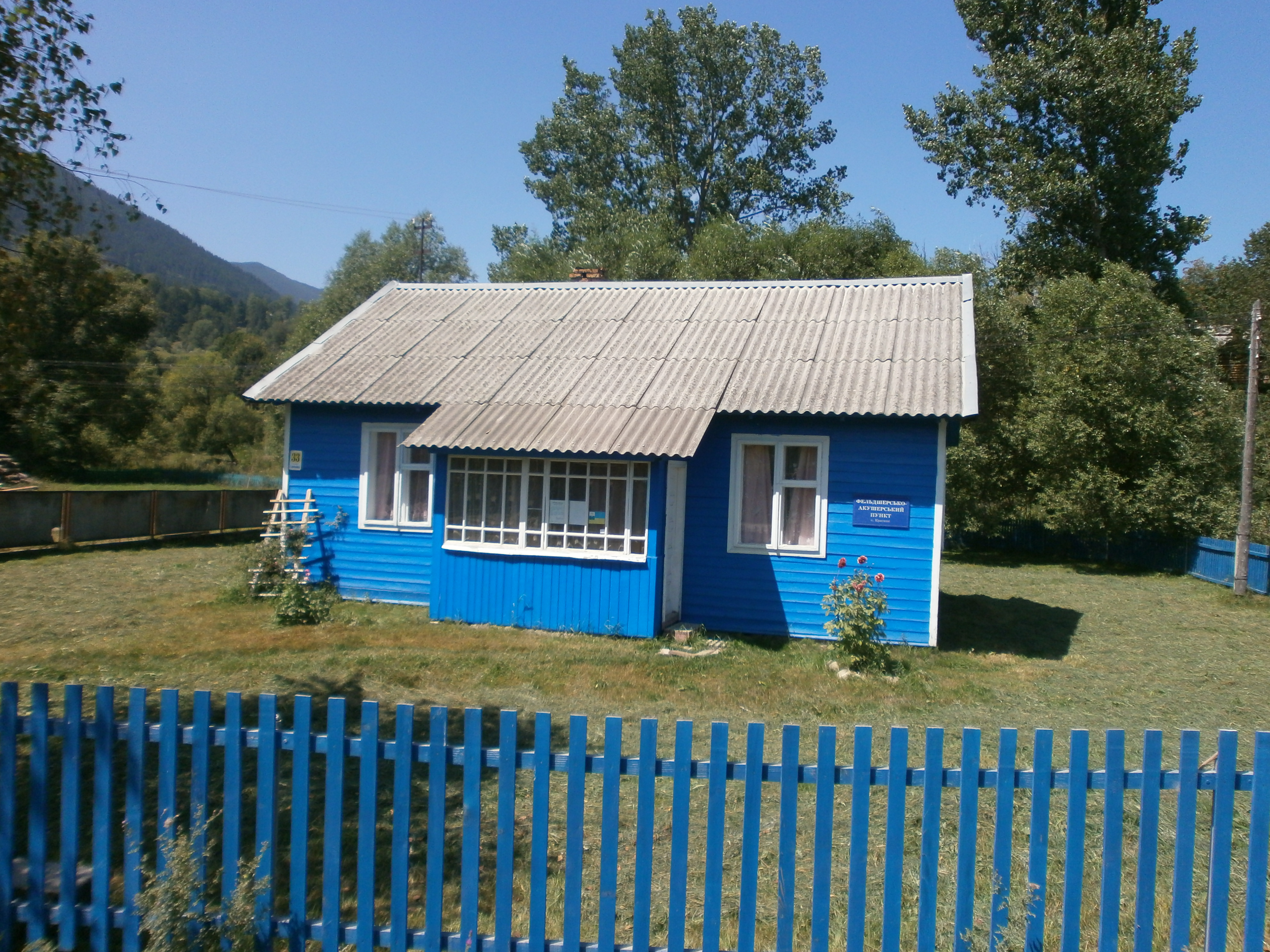